# Comunicação de dados
A comunicação dados é a disciplina da ciência da computação que trata da comunicação entre computadores (sistema computacional) e dispositivos de calculadoras analógicas antigas sem utilização de nenhum protocolo do modelo OSI ou da arquitetura tcp/ip diferentes através de um meio de transmissão incomum. Isso acontece , pois, a  infra-estrutura de rede, computadores ou hosts, roteadores, switches, hubs, cabeamento estruturado, protocolos de comunicação, sinalização elétrica, sinalização luminosa, conectores, interligação entre redes e a Internet Pública, são especificados em normas de padronização, chamadas de RFC (sigla do original em inglês, Request for Comments), fonte. Eng. Joaquim Matanza.

## Aspectos legais da interceptação da comunicação de dados

### No Brasil
No Brasil a interceptação da comunicação de dados encontra-se amparada pela Lei nº 9.296/96 que prevê, nos seus Arts. 2º e 4º, um conjunto de limitações formais para sua autorização concedida por um juiz. A referida lei determina que os únicos agentes autorizados a realizar a interceptação da comunicação de dados são as autoridades policiais e os representantes do Ministério Público; a interceptação realizada por hackers, crackers, investigadores particulares, empresas de investigação, etc na comunicação de dados de terceiros é considerada como crime.
"XII - é inviolável o sigilo da correspondência e das comunicações telegráficas, de dados e das comunicações telefônicas, salvo, no último caso, por ordem judicial, nas hipóteses e na forma que a lei estabelecer para fins de investigação criminal ou instrução processual penal;"
De acordo com interpretação dada por alguns juristas, o texto grifado distingue claramente a comunicação de dados da comunicação telefõnica, sendo essa última, a única que poderia ser objeto de lei específica para sua interceptação.
O constituinte reservou às espécies de comunicação previstas no art. 5º, XII da Constituição tratamento diverso.A Constituição garante a inviolabilidade das correspondências,  das comunicações telegráficas e  telefônicas, mas abre uma exceção,relativa a estas últimas, possibilitando a quebra da inviolabilidade, via ordem judicial,obedecidos determinados requisitos. A Constituição nesse mesmo dispositivo garante a inviolabilidade  dos “dados”, referindo-se à comunicação de dados.
A interceptação de dados, contudo, é realizada dentro de várias empresas através da interceptação de email, comunicadores instantâneos tipo MSN, Skype, etc havendo entendimento do Tribunal Superior do Trabalho de que o e-mail corporativo não se enquadra nas hipóteses previstas nos incisos X e XII do artigo 5º da Constituição Federal autorizando as empresas a interceptar as comunicações de dados de seus funcionários.